# Michał Daroszewski
Michał Daroszewski (ur. 8 września 1876 w Miałkie, zm. 9 kwietnia 1950 we Włocławku) – działacz PPS, członek Organizacji Bojowej PPS, uczestnik akcji pod Rogowem, członek Zarządu Głównego Związku Zawodowego Kolejarzy, skazany na karę 12 lat katorgi.

## Życiorys

### Początki działalności w Łodzi
Syn chłopa, Wawrzyńca Daroszewskiego i Marcjanny z domu Kaniewska. W 1880 roku wraz z rodzicami przeprowadza się do Warszawy. Ukończył 4 klasy Technicznej Szkoły Kolejowej przy fabryce wagonów i lokomotyw Lilpop, Rau i Loewenstein w Warszawie, gdzie jego ojciec był portierem w Cesarskim Uniwersytecie Warszawskim. W 1902 roku zamieszkał w Łodzi gdzie rozpoczął pracę jako starszy rewident wagonów na stacji Łódź.
Od 1904 członek Polskiej Partii Socjalistycznej - Proletariat. W 1905 przeszedł do PPS gdzie został także członkiem organizacji bojowej. W tym samym roku został aresztowany a następnie wypuszczony za kaucją. Po wyjściu zajmuje się agitacją wśród robotników i kolejarzy.
8 listopada 1906 bierze udział w akcji pod Rogowem, gdzie bierze udział w napadzie na stacji w Rogowie na pociąg z konwojem pocztowym, przewożącym pieniądze i papiery wartościowe.
Po rozłamie w PPS przechodzi do PPS - Frakcja Rewolucyjna.

### Więzienie i katorga
We wrześniu 1911 zostaje powtórnie aresztowany i osadzony w więzieniu w Łodzi. Stamtąd zostaje przewieziony do Piotrkowa Trybunalskiego a następnie do X Pawilonu Cytadeli Warszawskiej. W 1914 roku przewieziony zostaje do Moskwy i tam skazany na 12 lat katorgi, następnie zesłany na Syberię (Workuta, Tomsk, Chabarowsk). 

### Działacz związkowy i polityczny
Od października 1918 w Polsce, po powrocie osiadł we Włocławku gdzie ponownie podejmuje pracę rewidenta wagonów na kolei. 
W czasie wojny polsko-bolszewickiej, 8 lipca 1920 r. zostaje członkiem Komitetu Obrony Narodowej we Włocławku. Aktywnie działa w Komisji Agitacyjnej której celem jest werbowanie ochotników do armii gen. Józefa Hallera. 

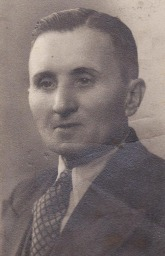
Zdjęcie powojenne

Po wojnie włącza się do pracy miejscowych organizacji PPS i Związku Zawodowego Kolejarzy. Na V walnym zgromadzeniu ZZK (15-19 sierpnia 1922 w Nowym Sączu) został wybrany członkiem Zarządu Głównego a także Wydziału Wykonawczego. Od 1 listopada 1922 kieruje pracą zarządu okręgu gdańskiego. 
W 1923 przenosi się do Warszawy gdzie podejmuje pracę rewidenta na stacji Warszawa Główna. OD 1924 członek zarządu okręgu warszawskiego ZZK. W trakcie VI zjazdu ZZK w Krakowie (5-9 październik 1924) zostaje ponownie wybrany do Zarządu Głównego ZZK. W 1926 roku pod koniec kadencji zostaje zawieszony z "przyczyn organizacyjnych" w prawie wykonywania mandatu na okres 2 lat. 
W 1935 roku przeszedł na emeryturę i zakończył działalność związkową. Osiadł w Legionowie gdzie przeżył całą wojnę. 

### Działalność w PRL
Po zakończeniu wojny wrócił do Włocławka gdzie ponownie włącza się w działalność PPS, zostaje wiceprzewodniczącym zarządu Związku Emerytów Kolejowych i Samorządowych a także radnym miejskim. 
Umiera we Włocławku w dniu 7 kwietnia 1950 roku.

## Rodzina
Żonaty w latach 1889-1937 z Franciszką Katarzyną z domu Sikorowska. Po śmierci żony powtórnie żeni się z Teklą z domu Zaręba.
Ma pięcioro dzieci z pierwszą żoną: Michał, Irena, Antonii, Emilia i Zofia
Pochowany na Cmentarzu Komunalnym we Włocławku z drugą żoną.